# Рад, Яков Кристоф
Яков Кристоф Рад (нем. Jacob Christoph Rad; 25 марта 1799 или 24 марта 1799, Райнфельден — 13 октября 1871 или 12 октября 1871, Вена) — чешский учёный и предприниматель швейцарского происхождения. Изобретатель способа производства кускового сахара-рафинада.

## Биография
В 1833 году в моравском городке Дачице открылся первый в Габсбургской империи сахарный завод.
В 1840 году на предприятие из Вены был приглашён новый управляющий — Я. К. Рад. Незадолго до этого он уже прославился как автор проекта оптического телеграфа от Вены до Милана. Под руководством нового директора дела на заводе пошли отлично. Дачице продавали свой сахар не только в Чехии и Моравии, но и в австрийском приграничье. Сахар в то время производился в виде больших голов, которые затем кололи.

## Изобретение
Я. К. Рад изобрёл станок для изготовления прессованного сахара в форме кубиков после того, как его жена сильно порезалась при колке сахарной головы. Через 2—3 месяца супруга швейцарца получила от мужа подарок — коробку с 350 кусочками сахара, белого и красного цвета. Изобретение Рада увидело свет в 1841 году, но серийное производство кускового сахара-рафинада началось лишь спустя долгие месяцы. Он подал заявку на получение патента и лицензии на производство кускового сахара. Получил и то, и другое зимой 1843 года. Только после этого Я. К. Рад смог начать производственные эксперименты. Осенью 1843 года первый кусковый сахар появился в продаже.
В Вене дачицкий сахар Я. К. Рада продавался под названием «Чайный», в упаковках по 250 кусочков.
Технология изготовления кускового сахара заключалась в следующем: сахарной пудрой наполнялись квадратные отверстия в латунной доске, которую потом насаживали на доску медную. Под специальным прессом пудру сжимали до половины её первоначального объёма. Готовые кусочки сушились 12 часов, а потом их начинали упаковывать.
Производство сахара в Дачице прекратилось в 1852 году. Условия для выращивания сахарной свеклы в районе чешского города были неблагоприятными, поэтому приходилось привозить сырье издалека, что было слишком убыточно. Даже линия по производству кускового сахара не смогла спасти завод от банкротства. Я. К. Рад не смог исправить сложившуюся ситуацию и вернулся в Вену.
Изобретение Рада вскоре забыли. Потом заслуги первооткрывателя приписывали другим людям. Но в 1930-х годах было доказано, что именно Яков Кристоф Рад первым начал производство кускового сахара-рафинада.